# Keo Sarath
Keo Sarath (Chhum Tes de son vrai nom) (né le 10 mars 1956 et mort le 5 septembre 1991 est un chanteur cambodgien.

## Biographie
Pendant une bonne partie du sanglant régime des Khmers rouges, il a vécu dans un camp de réfugiés à la frontière khméro-thaïlandaise, où il commença sa carrière musicale. Il s'est ensuite rendu aux États-Unis, à Boston.
Une grave maladie contractée pendant ces années difficiles a eu raison de lui ; il ne fut pas correctement soigné.
Ses chansons souvent tristes et nostalgiques chantent l'amour de la patrie, comme Sranos Dei Khmer, Pisakh Doeum Chhnam, Dei thmey Chen thmey, etc.

## Sources
- Songs and the Politics in Cambodia Part I
- Keo Sarath